# 农业调整法
《农业调整法》（Agricultural Adjustment Act）是1933年5月12日美国罗斯福新政时期通過的一项美国法律，旨在通过减少农产品盈余来提高农产品价格。政府购买家畜進行屠宰，并向农民支付補貼，使農民不在自家的部分土地上种植農作物。这些补贴的资金来自于对农产品加工公司征收的税收。美国农业部根據农业调整法设立了农业调整管理局，负责监督补贴的分發  。